# Глен Т. Сиборг
Глен Теодор Сиборг (енгл. Glenn Theodore Seaborg, IPA: ; швед. Glenn Teodor Sjöberg, IPA: ; Ишпеминг, 19. април 1912. — Лафајет, 25. фебруар 1999) био је амерички хемичар шведског порекла којем је 1951. године допринос у синтетисању, открићу и истраживању десет трансуранијумских елемената донео Нобелову награду за хемију. Његов рад у овој области такође је довео и до настанка концепта актиноида те одређивања распореда серија актиноида у периодном систему елемената.
Сиборг је већи део своје каријере провео као едукатор и научник-истраживач на Универзитету Калифорније (Беркли), где је био професор и — од 1958. до 1961. године — други канцелар универзитета. Саветовао је о нуклеарној политици десет председника САД — од Харија С. Трумана до Била Клинтона; био је председавајући Америчке комисије за атомску енергију — 1961. до 1971. године — где је заговарао комерцијалну нуклеарну енергију и мирну апликацију нуклеарне науке. Током своје каријере, Сиборг се залагао за повећање контроле над наоружањем. Потписник је Франковог извештаја и учествовао је у формулисању Договора о делимичној забрани нуклеарног тестирања, Договора о не-пролиферацији нуклеарних оружја и Договора о свеобухватној забрани нуклеарног тестирања. Веома је познат присталица научног образовања и федералног финансирања за неиндиректно истраживање. Пред крај Ајзенхауерове администрације, био је примарни аутор Сиборговог извештаја о академској науци, те  — као члан Националне комисије за надмоћност у образовању председника Роналда Регана — кључни сарадник при писању његовог извештаја „Нација у опасности” (1983).
Био је главни или копроналазач десет елемената: плутонијума, америцијума, киријума, берклијума, калифорнијума, ајнштајнијума, фермијума, мендељевијума и нобелијума, те елемента 106 (који је за време Сиборговог живота постао његов епоним). Такође, открио је више од 100 атомских изотопа; приписују му се важни доприноси хемији плутонијума, још од када је суделовао у пројекту Менхетн у којем је помогао у екстракцијском процесу коришћеном за изоловање плутонијумског горива за другу употребљену атомску бомбу. На почетку каријере, био је пионир у нуклеарној медицини; открио је изотопе елемената са важном применом у дијагнози и лечењу болести, а најзначајнији је јод-131 који се користи за лечење тиреоидне болести. Поред теоријског рада на развоју концепта актиноида, чији је резултат било смештање актиноидске серије испод серије лантаноида у периодном систему, постулирао је постојање супертешких елемената у серијама трансактиноида и суперактиноида.
Након што је 1951. године поделио Нобелову награду са сународником, физичарем Едвином Макмиланом (1907—1991), добио је око 50 почасних доктората и бројне друге награде и признања. Списак ствари названих по Сиборгу осим његовог атомског елемента и астероида садржи још 30-ак ставки. Био је релативно плодан писац, потписавши око 50 књига и 500 чланака у часописима, углавном у сарадњи са другима. Једном се нашао у Гинисовој књизи рекорда, као особа са најдужом одредницом у књизи Ко је ко у Америци.

## Одабрана библиографија
- Seaborg, G. T.; James, R.A.; Morgan, L.O. (јануар 1948). The New Element Americium (Atomic Number 95). US Atomic Energy Commission. OSTI 4435330.
- Seaborg, G. T.; James, R.A.; Ghiorso, A. (јануар 1948). The New Element Curium (Atomic Number 96). US Atomic Energy Commission. OSTI 4421946.
- Seaborg, G. T.; Thompson, S.G.; Ghiorso, A. (април 1950). The New Element Berkelium (Atomic Number 97). UC Berkeley, Radiation Laboratory. OSTI 4421999.
- Seaborg, G. T.; Thompson, S.G.; Street, K. Jr.; Ghiroso, A. (јун 1950). The New Element Californium (Atomic Number 98). UC Berkeley, Radiation Laboratory. OSTI 4424011.
- Seaborg, G. T. (децембар 1951). The Transuranium Elements – Present Status: Nobel Lecture. UC Berkeley, Radiation Laboratory. OSTI 4406579.
- Seaborg, G. T.; Thompson, S.G.; Harvey, B.G.; Choppin, G.R. (јул 1954). Chemical Properties of Elements 99 and 100 (Einsteinium and Fermium). UC Berkeley, Radiation Laboratory. OSTI 4405197.
- Seaborg, G. T. (септембар 1967). The First Weighing of Plutonium. US Atomic Energy Commission. OSTI 814965.
- Seaborg, G. T. (јул 1970). Peaceful Uses of Nuclear Energy: A Collection of Speeches. US Atomic Energy Commission. OSTI 4042849.
- Seaborg, G. T., ур. (јануар 1980). Symposium Commemorating the 25th Anniversary of the Discovery of Mendelevium. Lawrence Berkeley National Laboratory. OSTI 6468225.
- Seaborg, G. T. (август 1990). Transuranium Elements: a Half Century. Lawrence Berkeley National Laboratory. OSTI 6604648.
- Seaborg, G. T. (март 1995). My career as a radioisotope hunter. Journal of the American Medical Association. 273. стр. 961—964. PMID 7884957. doi:10.1001/jama.273.12.961.